# AKA… What a Life!
"AKA... What a Life!" es una canción de la banda británica de rock Noel Gallagher's High Flying Birds, lanzada a través del sello discográfico Sour Mash Records de Noel Gallagher y producida por Dave Sardy quien antes trabajó con Oasis.
Siguiendo el éxito de "The Death of You and Me", "AKA... What a Life!" fue lanzada como sencillo digital en el Reino Unido el 9 de septiembre de 2011 junto a "If I Had a Gun..." la cual fue lanzada como sencillo digital para Norteamérica el 31 de agosto de 2011. Fue luego publicada en CD y vinilo de 7" el 17 de octubre de 2011.
Noel describe la canción como una de sus favoritas del álbum.
Además, la canción fue utilizada en el video de introducción del videojuego F1 2012.

## Historia
El 1 de septiembre de 2011, un previo de un minuto y treinta segundos de "... What a Life!" fue dado a conocer a través de un comercial de Vauxhall en YouTube.
"AKA... What a Life!" esta solo disponible para descarga digital en el Reino Unido.
Originalmente el sencillo iba a ser llamado "Ride the Tiger" pero fue cambiado después de un par de meses, debido a que Noel no se sentía conforme con el título.

## Vauxhall TV
El 1 de septiembre de 2011, Vauxhall Motors lanzó un nuevo comercial de televisión presentándose como el patrocinador oficial de la selección de fútbol de Inglaterra por tres años y medio utilizando el sencillo. El comercial presenta a Frank Lampard, Wayne Rooney, Jack Wilshere, Ashley Cole, Joe Hart, Darren Bent, James Milner y Scott Parker junto a fanes del equipo y personal de Vauxhall en el Estadio de Wembley.

## Video musical
El videoclip comienza justo después de "The Death of You and Me" donde la camarera (Devon Odgen), después de entrar al vagón, es recibida por un hombre (Russell Brand) vistiendo un sombrero de copa y sentado en un trono con dos antorchas. Él dice que puede ver que ella como mucha gente que ha cruzado el umbral, tiene muchas preguntas. El resto del videoclip muestra a la camarera perdida en un desierto, corriendo de una mujer vestida de negro, también se ve un coche acelerando.
El 6 de octubre de 2011 los completos 8 minutos del video se dejaron ver en la página de NOELGALLAGHERVEVO.
El videoclip es el final de una serie de videos comenzando con "If I Had a Gun..." y luego "The Death of You and Me".

## Lista de canciones
| N.º | Título                             | Duración |  |
| 1.  | «AKA... What a Life!»              | 4:27     |  |
| 2.  | «Let the Lord Shine a Light on Me» | 4:15     |  |

| Descarga digital |                                       |          |  |
| N.º              | Título                                | Duración |  |
| 3.               | «AKA... What a Life!»                 | 4:27     |  |
| 4.               | «Let the Lord Shine a Light on Me»    | 4:15     |  |
| 5.               | «AKA... What a Life!» (Video musical) |          |  |

## Listas musicales
| Chart (2011)                           | Posición |
| -------------------------------------- | -------- |
| Escocia (Scottish Singles Sales Chart) | 15       |
| Reino Unido (UK Indie Chart)           | 3        |
| Reino Unido (UK Singles Chart)         | 20       |